# Grandeur nature (téléfilm)
Pour les articles homonymes, voir Grandeur nature.
Série Grandeur nature
Life-Size 2: A Christmas Eve
(2018)
Pour plus de détails, voir Fiche technique et Distribution.
Grandeur nature (Life-Size) est un téléfilm américain réalisé par Mark Rosman et diffusé le 5 mars 2000 sur le réseau ABC dans le cadre de l'émission Le Monde merveilleux de Disney. Il est ensuite devenu populaire auprès d'une partie du public américains à la suite de nombreuses rediffusions sur Disney Channel.
Il a donné naissance à une suite intitulée Life-Size 2: A Christmas Eve, diffusée en 2018 sur la chaîne câblée Freeform et dans laquelle Tyra Banks retrouve le rôle d'Eve.

## Synopsis
Casey Stuart est la quarterback de l'équipe de foot de son école. Mais depuis la mort de sa mère, elle ne parle plus à ses amis et se dispute avec les autres membres de l'équipe. Le seul souhait de Casey est de faire revenir sa mère à la vie. Un jour, elle fait la découverte dans une librairie d'un livre de magie avec des sorts pour ressusciter les morts.
Pour réaliser le sort, Casey récupère plusieurs objets ayant appartenu à sa mère dont une brosse à cheveux. Elle est interrompue par Drew Mitchell, la collègue et petite amie de son père, qui lui offre une Eve pour son anniversaire. Eve est une poupée mannequin en plastique représentant une belle femme avec plusieurs accessoires dont différentes tenues correspondants à ses divers carrières professionnels. Drew utilise la brosse pour brosser les cheveux d'Eve, laissant des cheveux de la poupée sur la brosse.
Quand Casey effectue le sort, c'est Eve qui prend vie à la place de sa mère ! Alors que Casey est profondément énervée, Eve est excitée à l'idée de devenir enfin un être humain.

## Fiche technique
- Titre original : Life-Size
- Titre français : Grandeur nature
- Réalisation : Mark Rosman
- Scénario : Mark Rosman et Stephanie Moore, d'après une histoire de Stephanie Moore
- Direction artistique : David Fischer
- Décors : Louise Roper
- Costumes : Maya Mani
- Photographie : Philip Linzey
- Montage : Bonnie Koehler
- Musique : Eric Colvin
- Production : Fitch Cady
- Sociétés de production : Pacific Motion Pictures et Walt Disney Television
- Sociétés de distribution : ABC (télévision) ; The Walt Disney Company (globale)
- Pays d’origine :  États-Unis
- Langue originale : anglais
- Format : couleur - 1.33 : 1 - son Dolby
- Genre : Comédie fantastique
- Durée : 101 minutes
- Dates de sortie :
  - États-Unis : 5 mars 2000 sur ABC (première diffusion télé) ; 30 mai 2000 (sortie vidéo)
  - France : fin 2000 sur Disney Channel France (première diffusion télé) ; 2 novembre 2005 (sortie DVD)

 Sauf indication contraire, les informations mentionnées dans cette section peuvent être confirmées par la base de données cinématographiques IMDb,  présente dans la section « Liens externes ».

## Distribution
- Lindsay Lohan : Casey Stuart
- Tyra Banks : Eve
- Jere Burns : Ben Stuart
- Anne Marie Loder (VF : Virginie Ledieu) : Drew Mitchell
- Garwin Sanford : Richie
- Jillian Fargey : Ellen
- Tom Butler : Phil
- Dee Jay Jackson : le coach
- Kerry Sandomirsky : Phyllis Weiner
- Corrine Koslo (en) : le gérant du magasin de jouet
- Alf Humphreys : le gérant de la librairie
- Sam MacMillan : Sam
- Katelyn Wallace : Sarah
- Shaina Tianne Unger : Jessica
- Jessica Lee Owens : Shannon
- Chantal Strand (en) : la sœur de Sarah
- Laurie Murdoch : Mr Ennui
- Candice Connelly : Mme Ennui
- Alvin Sanders : un garde
- Ryan de Boer : Weiner
- Lesley Ewen : Francine
- Campbell Lane : juge Peterman
- Aliana Lohan : une jeune fille

## Production

### Distribution des rôles
Le rôle de Casey Stuart fut offert à Lindsay Lohan dans le cadre d'un contrat pour jouer dans trois productions de la Walt Disney Company. Le rôle d'Eve fut proposé à l'actrice et mannequin Tyra Banks qui l'accepta.

### Tournage
Le tournage du film a commencé en octobre 1999 et dura trois semaines. Il s'est déroulé à Vancouver en Colombie-Britannique au Canada. Le magasin de jouets dans lequel sont tournés certains scènes existe réellement. Son nom, Kaboodles, fut conservé pour le film. Il se trouve à Point Grey.
Bien que le téléfilm se déroule dans l'état Washington, des drapeaux de la Colombie-Britannique peuvent être vu lors de certaines scènes à la suite d'un oubli de la production.

## Suite
Après plusieurs annonces entre 2012 et 2015, Freeform, une chaîne câblée de la Walt Disney Company à destination des jeunes adultes, annonce en avril 2017 la production d'une suite avec le retour de Tyra Banks dans le rôle d'Eve.
Ce deuxième film, intitulé Life-Size 2: A Christmas Eve, se déroule plusieurs années après le premier volet et met en scène une jeune femme interprétée par Francia Raisa qui va faire la rencontre d'Eve après lui avoir donnée vie en utilisant le livre de magie que Casey avait envoyée à sa mère, la créatrice d'Eve.
Contrairement au premier volet qui s'adressait à un public jeunesse, ce deuxième volet s'adresse à un public plus mature. Il n'est donc pas produit par Walt Disney Television mais directement par sa filiale, la chaîne Freeform.